# هنري هولت وشركاه
هنري هولت وشركاه هي شركة نشر وتوزيع أمريكية ، مقرها في مدينة نيويورك. واحدة من أقدم شركات النشر في الولايات المتحدة الأمريكية؛ حيث تأسست في عام 1866 م من قبل هنري هولت وفريدريك Leypoldt. الشركة حاليا تنشر في مجالات الأمريكية والدولية من قبيل الخيال والسيرة الذاتية والتاريخ والسياسة والعلوم وعلم النفس والصحة, فضلا عن كتب أدب الأطفال. في الولايات المتحدة، تعمل الشركة تحت شركة ماكميلان.

## التاريخ

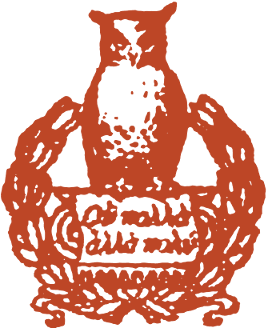
شعار هنري هولت وشركاه ، كما ظهر في كتاب " في مساكن البرية" بقلم شارلوت برايسون تايلور (1904)

تنشر الشركة تحت العديد من شركات المطبوعات بما في ذلك متروبوليتان بوكس، تايمز بوكس، أوول بوكس وبيكادور . كما تنشر تحت اسم هولت بيبرباكس.
من 1951 إلى 1985 ، نشر هولت مجلة فيلد آند ستريم .
اندمج هولت مع شركة رينهارت وشركاه في نيويورك وشركة جون سي وينستون في فيلادلفيا في عام 1960 ليصبح هولت، رينهارت وينستون . ذكرت صحيفة وول ستريت جورنال في 1 مارس أن مساهمي هولت وافقوا على عملية الدمج، وهي آخر الموافقات الثلاثة. «هنري هولت هو الشاغل الباقي، ولكنه سيعرف باسم هولت، رينهارت، وينستون، إنك.» 
اشترت CBS الشركة في عام 1967. لكن في عام 1985 انقسمت المجموعة، وتم بيع ذراع النشر للبيع بالتجزئة مع اسم Holt إلى مجموعة جورج فون للنشر ومقرها شتوتغارت ، والتي احتفظت بالاسم هولت ذراعا فرعيا للنشر تحت اسمها الأصلي وفي الولايات المتحدة كانت ماكميلان للنشر . تم بيع ذراع النشر التعليمي، الذي احتفظ باسم هولت ورينهارت وينستون، لهاركورت .

## سلسلة كتب
- دراسات الهواة
- سلسلة العلوم الأمريكية [9]
- قراءات إنجليزية [10]
- سلسلة أوقات الفراغ [11]
- وقت الفراغ سلسلة
- مكتبة الشعر الأجنبي

## روابط خارجية
- الموقع الرسمي
- هنري هولت وشركاه في قاعدة بيانات الخيال العلمي على الإنترنت